# Fierville-Bray
Fierville-Bray ist eine ehemalige französische Gemeinde mit zuletzt 524 Einwohnern (Stand: 1. Januar 2013) im Département Calvados in der Region Normandie. Sie gehörte zum Arrondissement Caen und zum Kanton Troarn. Die Bewohner werden als Fiervillais bezeichnet.
Die Gemeinde Fierville-Bray wurde am 1. Januar 2017 mit Billy, Conteville, Airan und Poussy-la-Campagne zur neuen Gemeinde Valambray zusammengeschlossen.

## Geografie
Fierville-Bray liegt etwa 20 Kilometer südöstlich von Caen und ebenso weit nordnordöstlich von Falaise am Flüsschen Muance. 
Umgeben wurde die Gemeinde von Billy im Norden, Cesny-aux-Vignes im Nordosten, Vieux-Fumé im Osten, Condé-sur-Ifs im Südosten, Le Bû-sur-Rouvres im Süden, Saint-Sylvain im Südwesten und Westen sowie Poussy-la-Campagne in nordwestlicher Richtung.

## Bevölkerungsentwicklung der ehemaligen Gemeinde
| Jahr                             | 1793 | 1836 | 1876 | 1926 | 1946 | 1968 | 1990 | 2016 |
| Einwohner                        | 230  | 205  | 309  | 249  | 265  | 219  | 421  | 524  |
| Quelle: Cassini, EHESS und INSEE |      |      |      |      |      |      |      |      |

## Sehenswürdigkeiten
- Kirche Saint-Pierre aus dem 12./13. Jahrhundert
- Schlösser aus dem 18. und 19. Jahrhundert

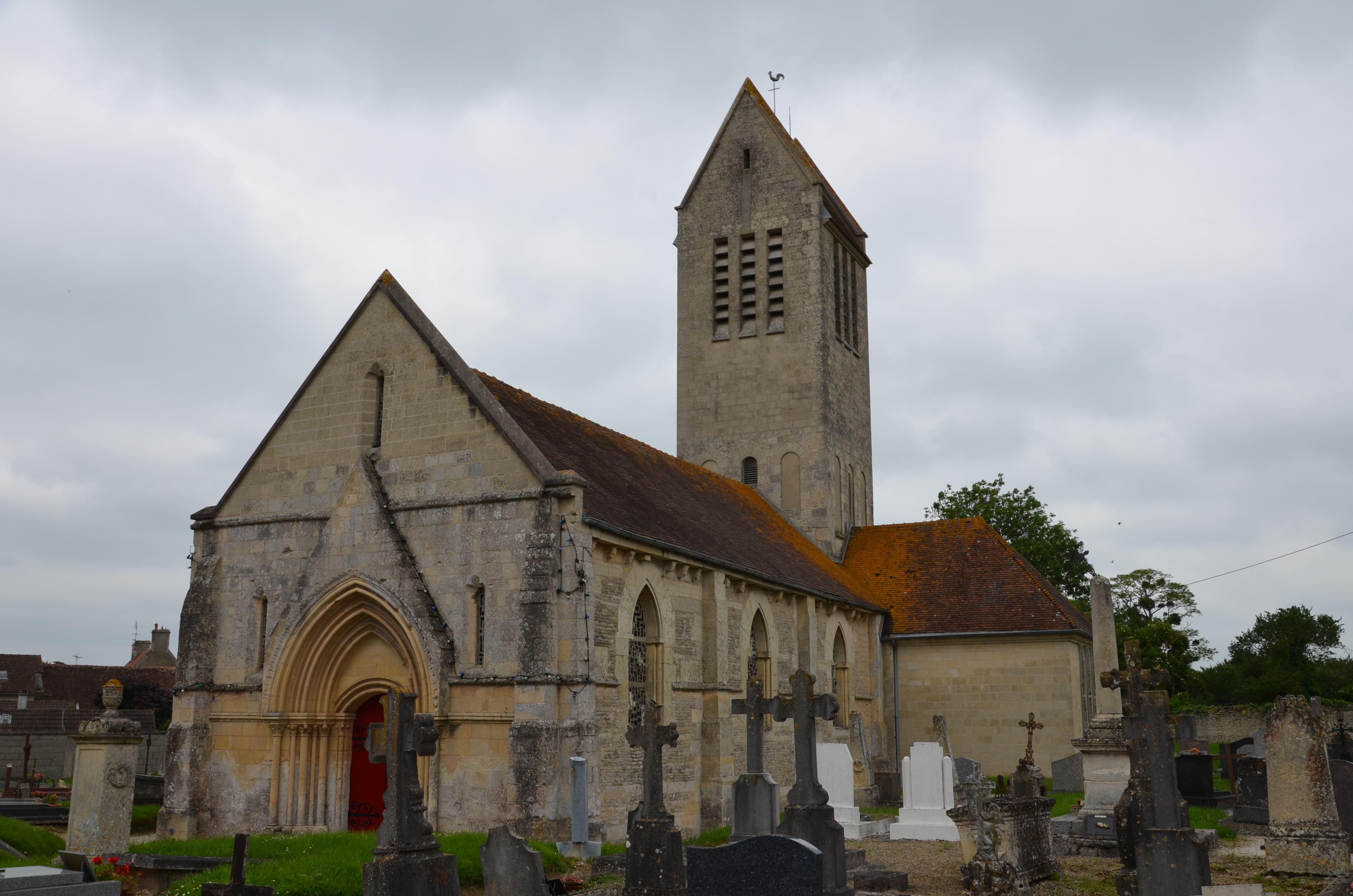
Kirche Saint-Pierre